# The Bard’s Song (In the Forest)
The Bard’s Song (In the Forest) ist ein Lied der deutschen Metal-Band Blind Guardian. Der Song erschien 2003 als Single via Virgin Records. Das Cover der Single zeichnete der russische Künstler Aleksej Michailowitsch Schamrowskij. Die erstmalige Veröffentlichung erfolgte 1992 auf dem Album Somewhere Far Beyond, 2012 gab es eine Orchesterversion auf einem Best-of-Album.

## Geschichte
Ursprünglich war The Bard’s Song (in the Forest) als Geschichte über die im Krefelder Stadtteil Linn gelegene Wasserburg Linn gedacht. Sänger Hansi Kürsch diente dabei der mit einem Eisengitter bedeckte Schacht inmitten eines Burgsaales als Inspiration. Er habe damals während eines Burgbesuchs die Idee gehabt, „ein Lied über eine Mutter zu schreiben, die dort unten im Verlies eingesperrt ist“. Nach Hause zurückgekehrt, setzte er sich „direkt an die Gitarre und schrieb das Picking von ‚The Bard’s Song‘“, so Kürsch 2015 gegenüber dem Metal Hammer. Im weiteren Verlauf entwickelte sich das Stück jedoch – in Anlehnung an das von Gitarrist André Olbrich damals intensiv gespielte The Bard’s Tale – zum Bardenlied.
Erstmals erschien das Lied 1992 auf dem Studioalbum Somewhere Far Beyond. Nachdem das Stück auf dem 1993 veröffentlichten Live-Album Tokyo Tales nicht enthalten war, erschien die erste Live-Fassung 1996 auf der Kompilation The Forgotten Tales. Dabei handelte es sich um eine Aufnahme von Dezember 1995, die im Rahmen eines Auftritts in der damaligen Philipshalle entstand. Die Anfang Mai 2003 veröffentlichte Single diente schließlich als Vorankündigung für das am 20. Mai veröffentlichte, schlicht „Live“ betitelte Live-Album.
Für das 2012 veröffentlichte Best-Of-Album Memories of a Time to Come nahm die Band den Song schließlich zum dritten Mal im Studio neu auf und entschied sich dabei für ein Arrangement mit einem echten Orchester.

## Single

### Tracklist
Die Single enthält ausschließlich das Titelstück, dies jedoch in fünf unterschiedlichen Versionen. Neben einer neu eingespielten Studiofassung handelt es sich dabei um eine Video- und drei Audioversionen von Live-Mitschnitten von der 2002er-Tour zum Album A Night at the Opera.
1. „The Bard’s Song (in the Forest)“ (New Studio Version) – 3:30
2. „The Bard’s Song (in the Forest)“ (Live, Mailand, 10. Oktober 2002) – 4:32
3. „The Bard’s Song (in the Forest)“ (Live, München, 5. Mai 2002) – 4:29
4. „The Bard’s Song (in the Forest)“ (Live, Madrid, 4. Juni 2002) – 4:30
5. „The Bard’s Song (in the Forest)“ (Multimedia Track: Live, Stuttgart, 6. Mai 2002) – 4:18

### Charts
Die Single stieg am 19. Mai 2003 auf Platz 40 in den deutschen Single-Charts ein und hielt diese Position für eine Woche. Die folgenden Positionen waren im Wochentakt 71, 76 und 88, bevor The Bard’s Song (in the Forest) am 16. Juni 2003 letztmals auf Position 98 in den Charts notiert war.
Darüber hinaus erreichte die Single nur in Italien die Charts und verzeichnete dort die Position 31 als höchste Platzierung.

### Video
Das in Schwarz-Weiß gedrehte, knapp dreieinhalb Minuten lange Video zeigt einzig die beteiligten Musiker: die beiden Gitarristen André Olbrich und Marcus Siepen, die auf akustischen Gitarren spielen, sowie Sänger Hansi Kürsch. Das im Kreis sitzende Trio wird von oben mit einem Spot angestrahlt, während Kameras aus verschiedenen Perspektiven das Geschehen einfangen. Die Spanne der Bilder reicht dabei von der Totale bis zur Nahaufnahme der Hände der Gitarristen.

## Trivia
Im Jahr 2008 veröffentlichte die A-cappella-Heavy-Metal-Band Van Canto eine Coverversion des Stücks auf ihrem zweiten Album Hero.
Im Jahr 2018 veröffentlichte die mexikanische Sängerin, Songwriterin und Synchronsprecherin Malukah eine Coverversion des Stücks.